# Glaciimonas immobilis
Glaciimonas immobilis es una especie de bacteria gramnegativa del género Glaciimonas. Fue descrita en el año 2011, es la especie tipo. Su etimología hace referencia a inmóvil. Es aerobia e inmóvil. Tiene un tamaño de 0,9-1 μm de ancho por 1,1-1,5 μm de largo. Catalasa y oxidasa positivas. Forma colonias blancas, redondas, convexas y lisas en agar R2A. Temperatura de crecimiento entre 1-20 °C. Es sensible a antibióticos como la estreptomicina, cloranfenicol, tetraciclina, kanamicina, gentamicina, amikacina, rifampicina y ácido nalidíxico. Resistente a ampicilina y eritromicina. Tiene un contenido de G+C de 51%. Se ha aislado de la crioconita de un glaciar alpino en Austria.